# Пагорби мають очі 2 (фільм, 2007)
«Пагорби мають очі 2» (англ. The Hills Have Eyes 2) — американський фільм жахів 2007 року та продовження першої частини, яка є ремейком однойменного фільму жахів 1977 року. Знятий німецьким режисером Мартіном Вайсом, сценарій написали батько і син, Вес і Джонатан Крейвени. У фільмі розповідається про групу курсантів із Національної гвардії армії США, які борються за виживання проти мутантів, що живуть на військовій базі в пустелі Нью-Мексико. Головні ролі зіграли Майкл Макмілліан, Джессіка Строуп, Джейкоб Варгас, Флекс Александр, Лі Томпсон Янг і Даніелла Алонсо.
Графічний роман під назвою «Пагорби мають очі: Початок» опублікований Fox Atomic Comics разом із фільмом; він вийшов 3 липня 2007 року.

## Сюжет
Ув’язнена жінка, яка змушена розводити дітей від монстрів, не може більше дати здорове потомство, тому що вона в муках народжує мертву дитину. За це її вбиває ударом молота по голові Татко Гейдс, лідер клану інбредних мутантів, який живе в селі для ядерних випробувань у пустелі Нью-Мексико, позначеному як сектор 16. Тим часом після подій першого фільму Міністерство оборони США направило військовиків, щоб зайняти це місце та знищити решту клану мутантів. Полковник Лінкольн Реддінг і тріо науковців, які працюють у цьому районі над встановленням системи спостереження, зазнають нападу.
Пізніше група нацгвардійців-новобранців провалює тренування, через що сержант Джеффрі Мілстоун у грубій формі детально розповідає кожному з них, що він думає про поведінку та розумові здібності своїх підлеглих. Групу направляють у пустелю для поповнення запасів науковців. Вже на місці вони знаходять базовий табір повністю покинутим. Коли солдати отримують слабкий сигнал про допомогу, сержант організовує пошуково-рятувальну місію через пагорби. Пацифіст Девід Наполі на прізвисько «Наполеон» залишається охороняти табір. Разом із ним залишається й рядова Ембер «Барбі» Джонсон. Пізніше вони знаходять і витягують одного зі зниклих учених із портативного туалету, але той помирає від інфекції, перш ніж встигає їх попередити про небезпеку. На новобранців нападають мутанти, які знищують транспорт і викрадають зброю, змушуючи їх бігти на пагорби, щоб попередити інших. Пошукову групу також атакують мутанти; гине рядовий Міккі, якого затягують в нору; сержант випадково гине через дружній вогонь Спіттера якраз перед тим, як Наполеон і Ембер возз’єднуються з групою. Спіттера вбивають після того, як один із мутантів саботує його спускове спорядження, коли інші намагаються спустити його з пагорба. Оскільки спорядження, що залишилося, викрадено, новобранці змушені шукати інший спосіб втекти.
Солдати незабаром знаходять полковника Реддінга, смертельно пораненого та божевільного від нападу мутанта. Він попереджає новобранців: чоловіків мутанти вб'ють, але доля жінок буде не такою легкою, тому що мутантам останні потрібні для народження дітей. Полковник розповідає про шлях виходу через печери перед тим, як вбити себе. Після того, як група вбиває мутанта Стаббера, його напарник Хамелеон схоплює Міссі та забирає її в печери, змушуючи інших військовиків рятувати її. Нацгвардієць Стамп залишає групу, щоб втекти самотужки, проте його переслідує та вбиває Летч, відрізавши руку. Відлучившись від Кренка і Дельмара, Наполеон і Ембер зустрічаються з Хамелеоном, якого їм вдається вбити. Під час втечі від Сніффера їх рятує мирний мутант на ім’я Гензель; Сніффер стикається з Кренком і Делмаром, стріляє в останнього з одного із карабінів M4, мутанта вбиває Кренк. Поки Гензель веде «Наполеона» і «Барбі» до виходу, Дельмар помирає від отриманих ран після прибуття до дверей шахти. Наполеон приєднується до Ембер, щоб врятувати Міссі. Кренк, який намагається відчинити двері, гине, коли випадково провокує вибух динаміта, який він намагається взяти з собою.
Після вбивства Летча Наполеон і Ембер знаходять жорстоко згвалтовану Міссі. Відволікаючи мутанта Гейда, їм вдається звільнити її, але монстр незабаром повертається і нападає на них. Завдяги зусиллям новобранців вони все ж таки вбивають Татка Гейда. Коли виживанці готуються покинути шахти, за ними спостерігає невідомий мутант, використовуючи своє обладнання для спостереження.

## Виробництво
Натхнення сценаристу Весу Крейвену щодо створення фільму прийшло під час випадкової розмови з продюсером Пітером Локком. Крейвен припустив, що головна героїня Бренда, яку зіграла Емілі де Рейвін, травмована своїми стражданнями під час подій у х/ф «Пагорби мають очі», тому вона приєднується до Національної гвардії, щоб подолати власні страхи. Ледве закінчивши базову підготовку, Бренда отримує повідомлення від сержанта, який пояснює, що військовики відправляють команду назад у пустелю Нью-Мексико для знищення залишків мутантів. Відповідно до сюжету Бренда потрібна сержанту та команді, оскільки вона єдина, хто залишився в живих і хто знає місцезнаходження мутантів. Через участь де Рейвін у телесеріалі «Загублені» вона не змогла знятися в продовження. Вес Крейвен замінив її персонажа, проте зберіг більшу частину оригінальної концепції, включаючи групу солдатів-новобранців із Національної гвардії.
Крейвен спочатку розглядав М. Дж. Бассетта, режисера фільму жахів «На варті смерті», щоб той взяв на себе керівництво зйомками, але зрештою вибрав Мартіна Вайса. Бюджет «Пагорби мають очі 2» становив 15 мільйонів доларів, зйомки почалися влітку 2006 року в Варзазаті, Марокко, де проходили і зйомки попереднього фільму.

## Касові збори
Під час показу в Україні, що розпочався 10 травня 2007 року, протягом перших вихідних фільм зібрав $32,498 і посів 3 місце в кінопрокаті того тижня. Фільм опустився на четверту сходинку українського кінопрокату наступного тижня і зібрав за ті вихідні ще $10,923. Загалом фільм в кінопрокаті України пробув 4 тижні і зібрав $65,954, посівши 126 місце серед найкасовіших фільмів 2007 року.